# 프랭키 더 플라이
《프랭키 더 플라이》(영어: The Last Days of Frankie the Fly)는 미국에서 제작된 피터 마클 감독의 1996년 범죄 영화이다. 데니스 호퍼, 대릴 해나, 키퍼 서덜랜드, 마이클 매드슨 등이 출연하였고, 엘리 서마하 등이 제작에 참여하였다.

## 줄거리
프랭키는 조직폭력배 샐이 시키는 온갖 잡일을 처리하는 심부름꾼으로 지내고 있으며, 샐과 오른팔 빅에게 똥을 주워먹는다는 의미를 담은 플라이(파리)로 불리며 무시 당한다.
뉴욕 대학교 영화과 출신이지만 도박 중독으로 인해 샐에게 빚을 진 감독 조이는 샐이 운영하는 포르노 영화사에서 거의 감금 상태로 일한다. 프랭키는 조이에게 작업 속도를 재촉하기 위해 촬영 현장을 찾았다가 포르노 배우 마거릿에게 정을 주게 된다. 마거릿은 조디 포스터처럼 진지한 배우가 되기 위해 상경했으나 녹록치 않은 현실을 겪으며 마약에 의존한 끝에 매춘부로 전락하였다. 그러나 현재는 마약을 끊고 연기 연습에 매진 중이다.
조이는 샐 몰래 모아둔 돈을 프랭키에게 맡기며 대신 경마에 돈을 걸어달라고 애원한다. 샐에게 걸릴 위험을 감수하며 이 부탁을 받아준 프랭키는 대신 조이에게 자신이 쓸 영화 각본을 연출해달라고 한다. 프랭키는 샐 몰래 만들 이 영화에 마거릿을 주연으로 쓸 생각이다.
하지만 프랭키는 주차원과 시비가 붙어 경마 시간을 놓쳐버리고, 조이에게 받은 돈을 경마에 걸지 못한 상황에서 조이가 미리 점 찍었던 말이 우승해버린다. 프랭키는 원래대로라면 조이가 따냈어야할 돈을 마련해 조이에게 건네기 위해 샐에게 돈을 꾼다. 조이는 샐에게는 돈이 없는 것처럼 속이면서 이 돈을 종잣돈으로 삼아 계속 경마로 돈을 따내려 한다.
곧 셋은 샐 뒤에서 저질러온 일탈을 샐에게 들켜버린다. 빅이 마거릿에게 강제로 마약을 주입한 뒤 샐은 다른 부하를 시켜 프랭키 목을 고정 시켜놓고 자신이 마거릿을 강간하는 모습을 프랭키가 지켜보게 만든다. 직후 빅은 조이의 한쪽 눈을 찔러 실명시킨다.
인내가 한계에 달한 프랭키는 샐을 죽이기로 마음 먹는데...

## 출연
- 데니스 호퍼 - 프랭키 "더 플라이" 역
- 대릴 해나 - 마거릿 역
- 키퍼 서덜랜드 - 조이 역
- 마이클 매드슨 - 샐 역
- 데이턴 캘리 - 빅 역
- 찰스 캐럴 - 폭력배 역
- 잭 맥기 - 잭 역
- 버트 로사리오 - 미겔 역
- 애덤 스콧 - 경마장 주차원 역

## 기타 제작진
- 라인 제작: 톰 라이트 주니어
- 보조 제작: 데지 마코브스키, 마크 맥개리
- 배역: 지노 헤이븐스
- 미술: 제임스 윌리엄 뉴포트
- 의상: 주디 트루션